# Trasporti in Paraguay
Questa voce raccoglie le principali tipologie di Trasporti in Paraguay.

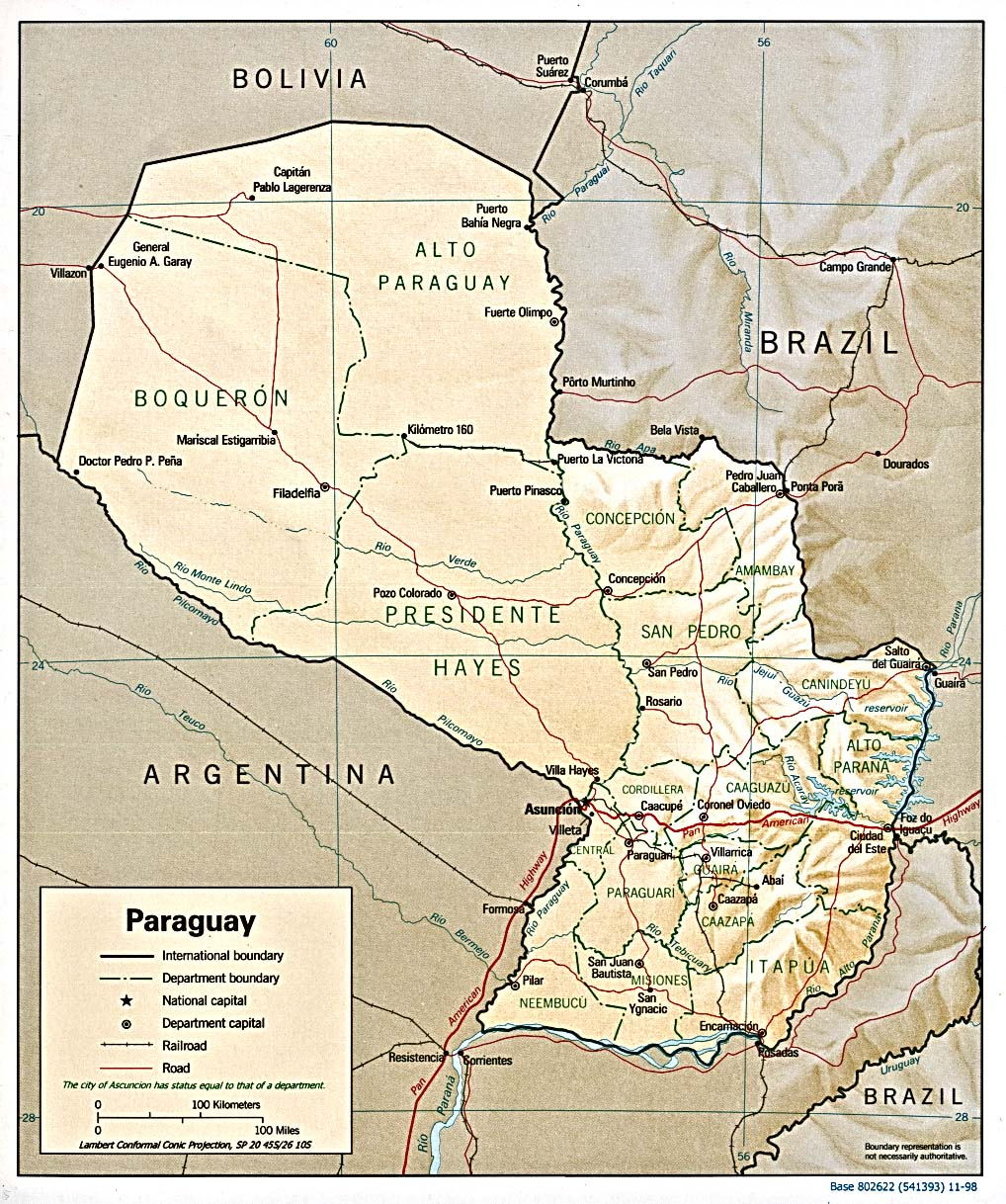
Paraguay: carta geopolitica con rete stradale e ferroviaria

## Trasporti su rotaia

### Reti ferroviarie
Al 2009, dato il forte stato di degrado e la concorrenza del trasporto su gomma, pressoché tutta la rete ferroviaria risulta dismessa; restano in funzione solo circa 36 km con scartamento standard 1435 mm.
Al 1995 risultavano un totale: 971 km
- Ferrovie private: 470 km con vario scartamento
- Ferrovie pubbliche: 501 km
  - Scartamento ridotto
    - 1000 mm: 60 km

  - Scartamento normale
    - 1435 mm: 441 km

### Reti metropolitane
Non esistono sistemi di metropolitana in Paraguay.

### Reti tranviarie
Attualmente anche il servizio tranviario è assente in questa nazione.

## Trasporti su strada

Strade doppie dell'Paraguay, 2025, in rosso.

### Rete stradale
In totale:  29.500 km (dati 1999)
- asfaltate: 15.000 km
- bianche:  14.500 km.

### Reti filoviarie
In Paraguay non circolano filobus.

### Autolinee
Nella capitale del Paraguay, Asunción, ed in altre zone abitate operano aziende pubbliche e private che gestiscono i trasporti urbani, suburbani ed interurbani esercitati con autobus.

## Idrovie
La nazione dispone di 3.100 km di acque navigabili (dati 1996).

### Porti e scali
- Asunción, Encarnación, San Antonio e Villeta.

## Trasporti aerei

### Aeroporti
In totale: 937 (dati 1999)
a) con piste di rullaggio pavimentate: 10
- oltre 3047 m: 3
- da 2438 a 3047 m: 0
- da 1524 a 2437 m: 3
- da 914 a 1523 m: 4
- sotto 914 m: 0

b) con piste di rullaggio non pavimentate: 927
- oltre 3047 m: 1
- da 2438 a 3047 m: 0
- da 1524 a 2437 m: 29
- da 914 a 1523 m: 346
- sotto 914 m: 551.